# Стадион Антигва рекреациони центар
Стадион Антигва рекреациони центар (енгл. Antigua Recreation Ground) је национални стадион Антигве и Барбуде. Налази се у Сент Џонсу, на острву Антигва. Терен су користили крикет тим Западне Индије и фудбалска репрезентација Антигве и Барбуде. Имао је статус тест крикета. Био је познат и као Старо рекреативно игралиште, или Стари Рек. против Енглеске у серији "Блекквоч" 1986. на Рекрејшн граунду. То је такође било место где је Брајан Лара два пута поставио рекорд за највише појединачних ининга у тесту, постигавши 375 у 1994. и тренутни рекорд од 400 који је трајао до 2004. године, оба пута против Енглеске.
У мају 2003. репрезентација крикета Западне Индије је имала најбољи резултат икада у тест крикету на АРГ-у, остваривши 418/7 против Аустралије у свом четвртом инингу и победиле са 3 викета.
Сматра се да крикет тим Антигве има добра врата за ударање – тврда и сува (крикет изрази у игри), а притом не нуди много одбијања или кретања куглашима. Ово је колоквијално познато као „перјаница“.
После изградње стадиона Вивијан Ричардс за Светско првенство 2007. године, није се очекивао даљи тест крикет на Рекреационом терену. Међутим, због одустајања од другог теста између Западне Индије и Енглеске 13. фебруара 2009. након само десет лопти (због лошег вањског терена), додатни тест, назван „Трећи тест”, почео је на рекреативном терену Антигва 15. фебруара 2009. године , упркос забринутости због оронулог стања стадиона.
Као и многа друга игралишта за крикет на Карибима, Рекреациони центар Антигва традиционално је домаћин разноврсне забаве ван терена, посебно музике, како уживо тако и снимљене, током пауза у игри. Дуги низ година, забављач по имену Грејви радио је на трибинама, обично у елегантној одећи.